# Piptospatha truncata
Piptospatha truncata är en kallaväxtart som först beskrevs av Mitsuru Hotta, och fick sitt nu gällande namn av Josef Bogner och Alistair Hay. Piptospatha truncata ingår i släktet Piptospatha och familjen kallaväxter. Inga underarter finns listade.